# Júlia Regué
Júlia Regué (Martorell, Baix Llobregat, 1994) és una periodista i politòloga catalana.
Graduada en Periodisme i en Ciències Polítiques per la Universitat Pompeu Fabra (UPF), Regué ha desenvolupat la seva carrera professional a la secció de Política d'El Periódico, on es va incorporar el novembre de 2016, i el setembre del 2022 es convertí en la responsable d'informació política d'aquest diari. Durant la seva trajectòria professional, s'ha especialitzat en l'actualitat política del Parlament de Catalunya i també en el seguiment de l'activitat política de diferents partits catalans. També ha col·laborat en programes a diversos mitjans de comunicació, com TV3, Catalunya Ràdio i RAC1.